# Egira grisea
Egira grisea là một loài bướm đêm trong họ Noctuidae.